# Zeinebou Mint Taleb Moussa
Zeinebou Mint Taleb Moussa (en árabe: زينب منت طالب موسى‎) es una activista mauritana por los derechos de la mujer, centrada en combatir la violencia sexual. 

## Trayectoria
Taleb Moussa se formó como partera y estuvo trabajando en el área de Educación para la Salud del Ministerio de Salud de Mauritania. Durante el curso de su trabajo descubrió que había un elevado número de casos de violencia contra las mujeres y las niñas a los que el Ministerio para el que trabajaba no estaba dando respuesta. De manera que dejó su puesto y en 2000, junto con otras colegas creó la organización no gubernamental, de la que fue presidenta, Asociación Mauritana para La Salud de la Madre y de La Infancia (AMSME), que tiene como objetivos luchar contra la violencia hacia las mujeres y las niñas poniendo énfasis en la violencia sexual, reducir la mortalidad materna e infantil, luchar contra las enfermedades de transmisión sexual y el VIH, erradicar prácticas perjudiciales para la salud de madres e hijas como la mutilación genital femenina o el gavage y cualquier otra forma de alimentación forzada, formar a las mujeres en salud y derechos reproductivos, evitar su analfabetismo y reducir la pobreza entre ellas.
Al comenzar su trabajo, se dio cuenta de que era necesario abordar el problema de la violencia sexual y en 2001 fundó en Nuakchot, el centro de mujeres supervivientes El Wafa para ayudar a las víctimas de agresión sexual.
Fue una de las participantes en la Marcha pacífica de las mujeres que tuvo lugar el 8 de marzo de 2012 en Nuakchot como protesta por la violencia contra las mujeres y a favor de la igualdad de género en el acceso al empleo.
En 2016, fue nombrada por el presidente de Mauritania, miembro del Mecanismo Nacional de Prevención de la Tortura del país. También fue asesora del Fondo Global para Mujeres.
En Mauritania no existen leyes que condenen explícitamente la violación. Taleb Moussa colaboró desde 2012 con líderes religiosos, miembros del Gobierno de Mauritania y otras activistas como Aminetou Mint El-Moctar en la elaboración de una ley sobre la violencia de género que, entre otras medidas, definía claramente la violación y aumentaba los servicios de apoyo a las víctimas. Pero tras ser aprobada por el Poder Ejecutivo y el Senado en 2016, llegó al Parlamento y tuvo que ser retirada porque se difundió que iba contra el islam, aprobaba la homosexualidad y estaba respaldada por occidentales. AMSME, la asociación fundada por Taleb Moussa, ya había conseguido en el año 2000 que se introdujera el concepto de violencia sexual en el país.
En 2020, durante la pandemia de la COVID-19, Taleb Moussa participó como presidenta de l’Alliance des ONG en la campaña de sensibilización e información a la ciudadanía sobre los peligros del coronavirus.

## Reconocimientos
En 2017 fue incluida en OkayAfrica's 100 Women, lista creada ese mismo año por la plataforma de medios digitales dedicada a la cultura, la música y la política africanas OkayAfrica, que cada año reconoce la labor de 100 mujeres africanas en diez categorías STEM. Ese mismo año, fue ganadora del premio estadounidense Femme de Courage en Mauritania, presentada por el embajador de los Estados Unidos en el país. Es muy respetada en la comunidad por la ciudadanía, los líderes religiosos y el alto funcionariado.